# Большие Абакасы
Больши́е Абакасы́ (чув. Пысӑк Упакасси) — деревня в Ибресинском районе Чувашской Республики. Административный центр Большеабакасинского сельского поселения.

## География
Находится в центральной части Чувашии на расстоянии приблизительно 6 км на север по прямой от районного центра поселка Ибреси.

## История
Известна с 1858 года как деревня с 701 жителем. В 1897 году учтено 213 дворов и 1057 жителей, в 1926 году 290 дворов и 1381 житель, в 1939 1678 жителей, в 1979 году — 1137. В 2002 году 322 двора и в 2010 288. В период коллективизации работал колхоз «Победа».

## Население
Население составляло 886 человека (чуваши 97 %) в 2002 году, 844 в 2010.